# Buttons
Buttons is de vierde single van de Pussycat Dolls, afkomstig van hun debuutalbum PCD. De singleversie is een samenwerking met Snoop Dogg. De albumversie was oorspronkelijk zonder de rapper. "Flirt" is een bonustrack van het album PCD geschreven door Nicole Scherzinger, Kara DioGuardi, en Greg Wells.

## Tracklist

### Cd-single 1
A&M Records
1. "Buttons" [Main Mix - Final Edit] - 03:52
2. "Flirt" - 02:57

### Cd-single 2
A&M Records
1. "Buttons" [Main Mix - Final Edit] - 03:52
2. "Buttons" (album version) - 03:46
3. "Flirt" - 02:57
4. "Buttons" (video)

### Cd-single
Polydor
1. "Buttons" [Main Mix - Final Edit] - 03:52
2. "Don't Cha" (live version)

## Hitnotering
| Buttons in de Nederlandse Top 40 - binnen: 24 juni 2006 | Buttons in de Nederlandse Top 40 - binnen: 24 juni 2006 | Buttons in de Nederlandse Top 40 - binnen: 24 juni 2006 | Buttons in de Nederlandse Top 40 - binnen: 24 juni 2006 | Buttons in de Nederlandse Top 40 - binnen: 24 juni 2006 | Buttons in de Nederlandse Top 40 - binnen: 24 juni 2006 | Buttons in de Nederlandse Top 40 - binnen: 24 juni 2006 | Buttons in de Nederlandse Top 40 - binnen: 24 juni 2006 | Buttons in de Nederlandse Top 40 - binnen: 24 juni 2006 | Buttons in de Nederlandse Top 40 - binnen: 24 juni 2006 | Buttons in de Nederlandse Top 40 - binnen: 24 juni 2006 | Buttons in de Nederlandse Top 40 - binnen: 24 juni 2006 | Buttons in de Nederlandse Top 40 - binnen: 24 juni 2006 | Buttons in de Nederlandse Top 40 - binnen: 24 juni 2006 | Buttons in de Nederlandse Top 40 - binnen: 24 juni 2006 | Buttons in de Nederlandse Top 40 - binnen: 24 juni 2006 |
| Week                                                    | 1                                                       | 2                                                       | 3                                                       | 4                                                       | 5                                                       | 6                                                       | 7                                                       | 8                                                       | 9                                                       | 10                                                      | 11                                                      | 12                                                      | 13                                                      | 14                                                      | 15                                                      |
| ------------------------------------------------------- | ------------------------------------------------------- | ------------------------------------------------------- | ------------------------------------------------------- | ------------------------------------------------------- | ------------------------------------------------------- | ------------------------------------------------------- | ------------------------------------------------------- | ------------------------------------------------------- | ------------------------------------------------------- | ------------------------------------------------------- | ------------------------------------------------------- | ------------------------------------------------------- | ------------------------------------------------------- | ------------------------------------------------------- | ------------------------------------------------------- |
| Positie                                                 | 34                                                      | 27                                                      | 8                                                       | 6                                                       | 6                                                       | 8                                                       | 9                                                       | 13                                                      | 13                                                      | 16                                                      | 17                                                      | 22                                                      | 25                                                      | 28                                                      | 34                                                      |